# Melittia arcangelii
Melittia arcangelii is een vlinder uit de familie wespvlinders (Sesiidae), onderfamilie Sesiinae.
Melittia arcangelii is voor het eerst wetenschappelijk beschreven door Giacomelli in 1911. De soort komt voor in het Neotropisch gebied.